# Les Magnils-Reigniers
Les Magnils-Reigniers sont une commune du Centre-Ouest de la France, située dans le département de la Vendée en région Pays de la Loire.

## Géographie
Le territoire municipal des Magnils-Reigniers s’étend sur 1 807 hectares. L’altitude moyenne de la commune est de 11 mètres, avec des niveaux fluctuant entre 0 et 36 mètres,.
| La Bretonnière-la-Claye | Péault            | Corpe |
| Lairoux                 | Magnils-Reigniers | Luçon |
| Chasnais                | Triaize           |       |

### Situation
Les Magnils-Reigniers sont situés dans la Plaine vendéenne de Luçon et sur la bordure du Marais poitevin. Le littoral atlantique est à une vingtaine de kilomètres à l’ouest.
Le village se situe dans le Sud-Vendée près de Luçon entre La Roche-sur-Yon, préfecture du département à 30 km au nord, Fontenay-le-Comte, chef-lieu d’arrondissement, à 35 km à l’est, Les Sables-d’Olonne également chef-lieu d’arrondissement à 54 km à l’ouest, et La Rochelle, chef-lieu du département voisin de la Charente-Maritime à 48 km au sud.

### Climat
Pour des articles plus généraux, voir Climat des Pays de la Loire et Climat de la Vendée.
En 2010, le climat de la commune est de type climat océanique franc, selon une étude du CNRS s'appuyant sur une série de données couvrant la période 1971-2000. En 2020, Météo-France publie une typologie des climats de la France métropolitaine dans laquelle la commune est exposée à un climat océanique et est dans la région climatique  Bretagne orientale et méridionale, Pays nantais, Vendée, caractérisée par une faible pluviométrie en été et une bonne insolation. 
Pour la période 1971-2000, la température annuelle moyenne est de 12,3 °C, avec une amplitude thermique annuelle de 13,9 °C. Le cumul annuel moyen de précipitations est de 782 mm, avec 11,8 jours de précipitations en janvier et 6,4 jours en juillet. Pour la période 1991-2020, la température moyenne annuelle observée sur la station météorologique de Météo-France la plus proche, « Sainte Gemme la Plaine_sapc », sur la commune de Sainte-Gemme-la-Plaine à 8 km à vol d'oiseau, est de 13,0 °C et le cumul annuel moyen de précipitations est de 809,1 mm,. Pour l'avenir, les paramètres climatiques de la commune estimés pour 2050 selon différents scénarios d'émission de gaz à effet de serre sont consultables sur un site dédié publié par Météo-France en novembre 2022.

## Urbanisme

### Typologie
Au 1er janvier 2024, Les Magnils-Reigniers est catégorisée commune rurale à habitat dispersé, selon la nouvelle grille communale de densité à sept niveaux définie par l'Insee en 2022.
Elle est située hors unité urbaine. Par ailleurs la commune fait partie de l'aire d'attraction de Luçon, dont elle est une commune de la couronne,. Cette aire, qui regroupe 13 communes, est catégorisée dans les aires de moins de 50 000 habitants,.

### Occupation des sols
L'occupation des sols de la commune, telle qu'elle ressort de la base de données européenne d’occupation biophysique des sols Corine Land Cover (CLC), est marquée par l'importance des territoires agricoles (82,6 % en 2018), en diminution par rapport à 1990 (85,8 %). La répartition détaillée en 2018 est la suivante : 
terres arables (47,2 %), prairies (29,1 %), forêts (8,5 %), zones urbanisées (7,4 %), zones agricoles hétérogènes (6,3 %), zones industrielles ou commerciales et réseaux de communication (1,5 %). L'évolution de l’occupation des sols de la commune et de ses infrastructures peut être observée sur les différentes représentations cartographiques du territoire : la carte de Cassini (XVIIIe siècle), la carte d'état-major (1820-1866) et les cartes ou photos aériennes de l'IGN pour la période actuelle (1950 à aujourd'hui).

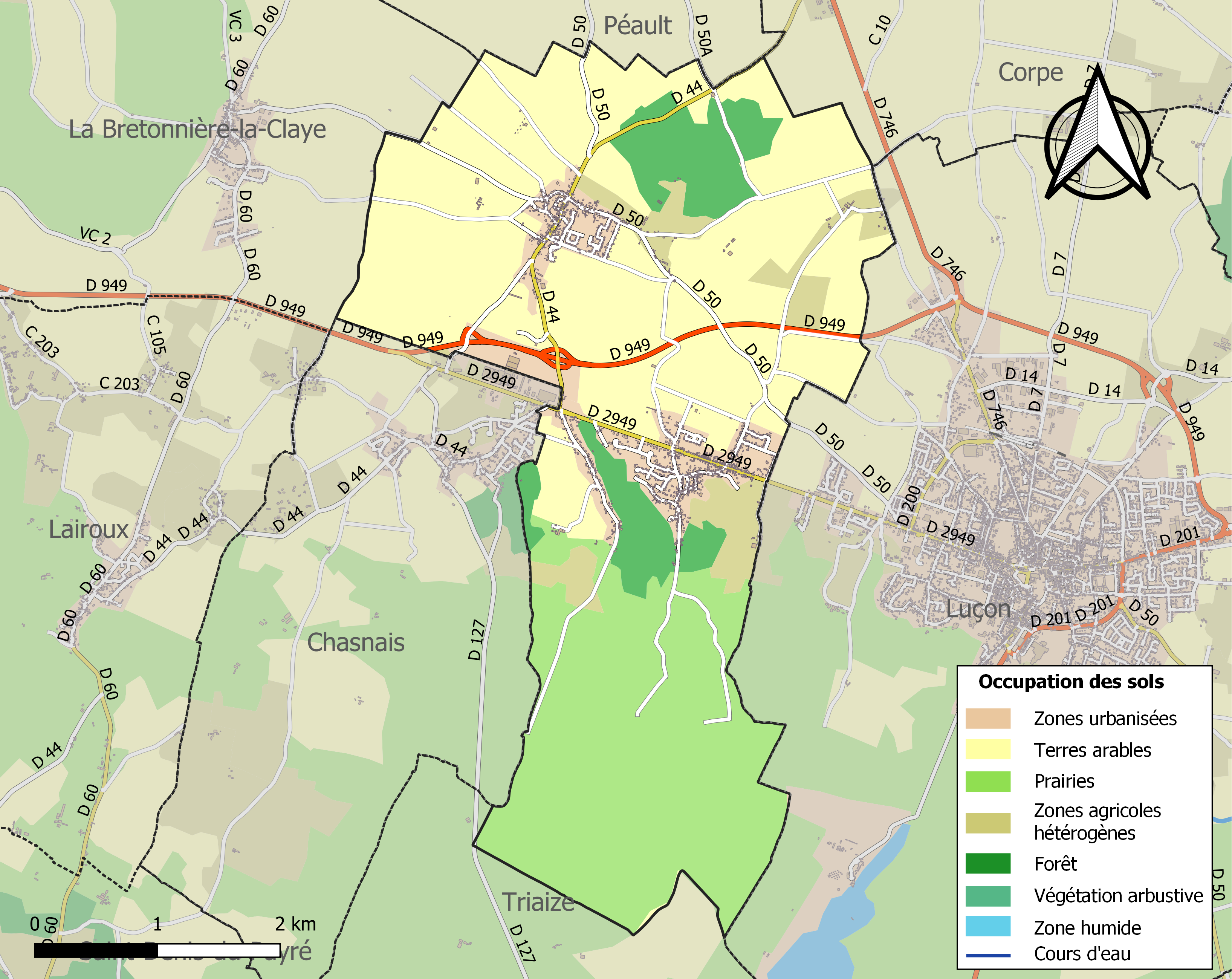
Carte des infrastructures et de l'occupation des sols de la commune en 2018 (CLC).

## Économie
Zone artisanale : les Nouelles (en construction).

## Population et société

### Démographie

#### Évolution démographique
L'évolution du nombre d'habitants est connue à travers les recensements de la population effectués dans la commune depuis 1793. Pour les communes de moins de 10 000 habitants, une enquête de recensement portant sur toute la population est réalisée tous les cinq ans, les populations de référence des années intermédiaires étant quant à elles estimées par interpolation ou extrapolation. Pour la commune, le premier recensement exhaustif entrant dans le cadre du nouveau dispositif a été réalisé en 2004.

En 2022, la commune comptait 1 461 habitants, en évolution de −9,7 % par rapport à 2016 (Vendée : +5,33 %, France hors Mayotte : +2,11 %).
| 1793 | 1800 | 1806 | 1821 | 1831 | 1836 | 1841 | 1846 | 1851 |
| ---- | ---- | ---- | ---- | ---- | ---- | ---- | ---- | ---- |
| 536  | 552  | 522  | 654  | 800  | 719  | 788  | 887  | 868  |

| 1856 | 1861  | 1866  | 1872 | 1876 | 1881  | 1886  | 1891  | 1896  |
| ---- | ----- | ----- | ---- | ---- | ----- | ----- | ----- | ----- |
| 956  | 1 002 | 1 002 | 960  | 986  | 1 015 | 1 029 | 1 055 | 1 042 |

| 1901 | 1906 | 1911 | 1921 | 1926 | 1931 | 1936 | 1946 | 1954 |
| ---- | ---- | ---- | ---- | ---- | ---- | ---- | ---- | ---- |
| 968  | 958  | 951  | 899  | 875  | 891  | 845  | 831  | 868  |

| 1962 | 1968 | 1975 | 1982  | 1990  | 1999  | 2004  | 2006  | 2009  |
| ---- | ---- | ---- | ----- | ----- | ----- | ----- | ----- | ----- |
| 841  | 842  | 845  | 1 102 | 1 326 | 1 395 | 1 433 | 1 443 | 1 500 |

| 2014  | 2019  | 2022  | - | - | - | - | - | - |
| ----- | ----- | ----- | - | - | - | - | - | - |
| 1 597 | 1 486 | 1 461 | - | - | - | - | - | - |

#### Pyramide des âges
En 2018, le taux de personnes d'un âge inférieur à 30 ans s'élève à 28,8 %, soit en dessous de la moyenne départementale (31,6 %). De même, le taux de personnes d'âge supérieur à 60 ans est de 30,6 % la même année, alors qu'il est de 31,0 % au niveau départemental.
En 2018, la commune comptait 747 hommes pour 784 femmes, soit un taux de 51,21 % de femmes, légèrement supérieur au taux départemental (51,16 %).
Les pyramides des âges de la commune et du département s'établissent comme suit.
| Hommes | Classe d’âge | Femmes |
| ------ | ------------ | ------ |
| 0,6    | 90 ou +      | 0,4    |
| 6,3    | 75-89 ans    | 6,3    |
| 25,0   | 60-74 ans    | 22,7   |
| 23,9   | 45-59 ans    | 25,2   |
| 16,3   | 30-44 ans    | 15,9   |
| 12,7   | 15-29 ans    | 11,7   |
| 15,3   | 0-14 ans     | 17,7   |

| Hommes | Classe d’âge | Femmes |
| ------ | ------------ | ------ |
| 0,8    | 90 ou +      | 2,2    |
| 8,7    | 75-89 ans    | 11,1   |
| 20,3   | 60-74 ans    | 21,3   |
| 20     | 45-59 ans    | 19,4   |
| 17,5   | 30-44 ans    | 16,8   |
| 15     | 15-29 ans    | 13,2   |
| 17,7   | 0-14 ans     | 16,1   |

## Lieux et monuments

### L'église Saint-Nicolas
Elle a été incendiée par les Normands en 853, en même temps que la cathédrale de Luçon. C'est sur cet emplacement qu'au XIIe siècle, l'église Saint-Nicolas est reconstruite dans le style roman. Au XIVe, la décision est prise d'élever au centre de l'église, le clocher actuel. C'est au XVe siècle que le chevet est élevé pour remplacer le chœur roman et les absidioles du transept dans la seconde moitié du XIXe siècle, la nef actuelle est amputée d'une partie de son vaisseau. Cette église est classée monument historique par arrêté du 20 novembre 1906.

## Pour approfondir